# Heraclio II de Georgia
Heraclio II de Kartli-Kajetia o Heraclio II de Georgia (en georgiano: ერეკლე II, Erkele II; Telavi, 1720 o 1721-Tiflis, 1798) fue un monarca georgiano de la dinastía Bagrationi que reinó como rey de Kajetia desde 1744 a 1762 y como rey de Kartli-Kajetia desde 1762 a 1798, reunificando los dos reinos de Georgia oriental. En las fuentes persas es conocido como Erekli Kan y en las rusas como Irakli.
Desde que le fue entregado por Nader Shah el reino de Kajetia por su lealtad en 1744 hasta su muerte como penúltimo rey de los reinos unidos en el este de Georgia, su reinado es considerado el canto de cisne de la monarquía georgiana. Ayudado por sus habilidades personales y por la agitación en el Imperio persa, Heraclio se estableció como un gobernante independiente de facto, unificando el este de Georgia políticamente por primera vez en tres siglos, e intentó modernizar el gobierno, la economía y el ejército. Sus objetivos eran la asociación de los principados georgianos feudales en un estado único, la liberación del dominio irano-turco, y el reforzamiento de las posición de Georgia en Transcaucasia. Fundó las escuelas y el seminario de Tiflis y Telavi. Instituyó el ejército permanente de Georgia, tuvo iniciativas para poblar zonas vacías del país. Limitó los derechos de los señores feudales sometiéndolos a la ley. Superado por las amenazas internas y externas a la precaria independencia georgiana y su hegemonía temporal en Transcaucasia oriental, puso su reino bajo la protección del Imperio ruso en 1783 (tratado de Gueórguiyevsk) y en 1790 el "Tratado entre los zares y príncipes de Iberia", firmado por Heraclio II, Salomón II (por Imericia), Grigol Dadiani (por Mingrelia) y Simón Gurieli (por Guria), lo que no impidió que Georgia fuera devastada por la invasión persa en 1795. Contribuyó al acercamiento entre georgianos y armenios. Durante la batalla de Krtsanisi presentó batalla con 5.000 hombres al ejército kayar de 35.000 hombres. Tras la invasión de Aga Muhammad Khan, con dificultades sobrevivió alejado en Telavi, donde falleció el 11 de enero de 1798, siendo enterrado en la Catedral de Svetitsjoveli y dejando en el trono a su moribundo heredero, Jorge XII.

## Juventud
Heraclio nació el 7 de noviembre de 1720 (o el 7 de octubre de 1721 según el historiador Cyrille Toumanoff) en Telavi, centro de la región de Kajetia de Georgia, del matrimonio entre Teimuraz II y Tamar, hija de Vajtang VI de Kartli. Sus primeros años e infancia coincidieron con la ocupación otomana de Kajetia entre 1732 y 1735, de la que serían expulsados por las tropas persas de Nader Shah en dos sucesivas campañas en 1734 y 1735. Tras este conflicto, los persas sometieron Armenia y Georgia, e instituyeron un gobernador, Sefi Khan, y un tributo de 3.300 piezas de oro y 500 soldados.  Esto produjo la insurrección de los principales eristavis de la región. Se envió a la guarnición qizilbash de Tiflis a sofocarla al saeristavo de Ksani, gobernado por Shanshe. Los ataques fueron rechazados y no sería hasta 1737 que Sefi Khan conseguiría vencer en batalla al rebelde, que huiría primero a Imericia y luego a Rusia. Los nobles implicados fueron enviados con cadenas a Irán, donde fueron recibidos bien por Nader Shah que los quería usar de rehenes para conseguir apoyo georgiano en su campaña contra Kandahar. Tras la victoria en ese campaña, obsequió y permitió el regreso de la mayoría, pero al padre de Heraclio, Teimuraz, solo se le permitió volver si dejaba como rehenes a sus hijos Heraclio y Keteván. Tras su regreso se mantuvo leal a los persas, por lo que fue confirmado por ellos como wali de Kartli. 
Las primeras expediciones militares fueron ayudando a su padre a defenderse de las incursiones de los montañeses musulmanes de Daguestán y a la cabeza de un grupo de auxiliares georgianos que se destacaron en 1739 en la batalla de Karnal al servicio de Nader Shah contra las fuerzas del Muhammad Shah del Imperio mogol, en la que éste fue capturado, lo que le ganó el aprecio del shah y una gran reputación como hábil comandante militar. Heraclio y sus hombres participaron en la captura y saqueo de Delhi que siguió a la batalla.

## Rey de Kajetia

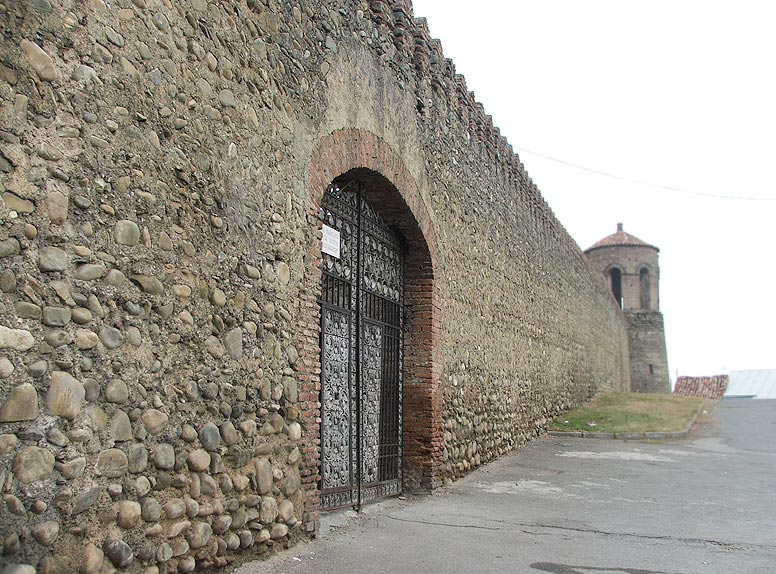
Palacio de Heraclio II en Telavi.

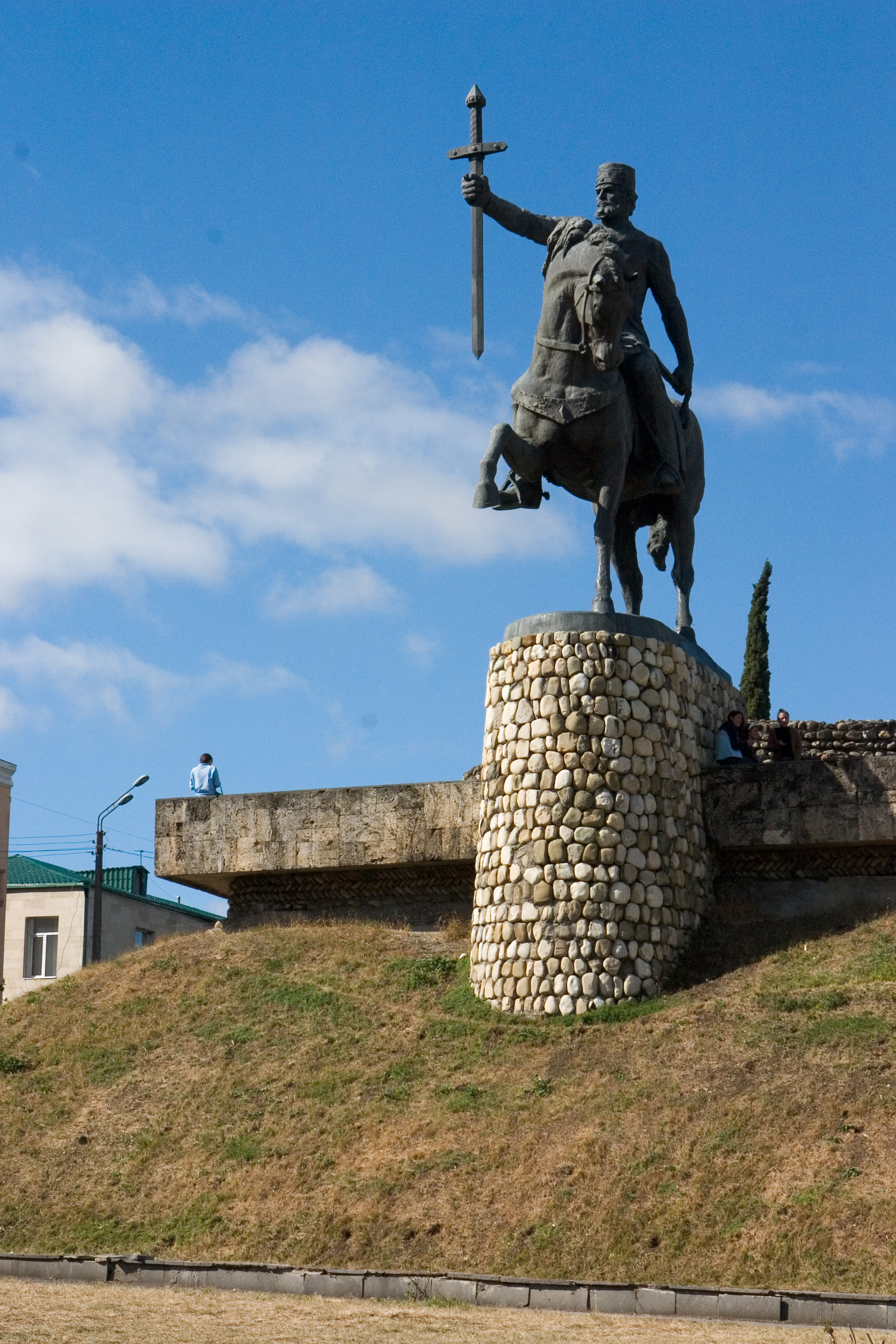
Monumento a Heraclio II en Telavi.

Varios nobles de Georgia no aceptaron bien el nuevo gobierno y se rebelaron, pero Heraclio y su padre permanecieron leales al shah, en parte como estrategia para detener los avances de la rama bagrátida rival Mujrani, cuya caída en la década de 1720 le valió a Teimuraz para hacerse con el poder en Kartli. Heraclio tuvo el cargo de regente mientras su padre era llamado a consultas en Isfahán y derrotó un intento de golpe de Estado llevado a cabo por Abdullah Beg Mujrani, hijo de Iesse de Kartli, además de ayudar a Teimuraz a acabar con la oposición de la aristocracia a la hegemonía persa liderada por Givi Amilajvari.
Como recompensa a su lealtad, Nader Shah nombró a Teimuraz rey de Kartli y a su hijo Heraclio rey de la vecina Kajetia (9 de julio de 1744, coronado al año siguiente). Asimismo, organizó el matrimonio de su sobrino Ali Qoli-Khan (el futuro Adil Shah, su sucesor) con Keteván, hija de Teimuraz. Ambos reinos estarían sometidos a un fuerte tributo por los persas hasta el asesinato de Nader en 1747. Teimuraz y Heraclio aprovecharon la inestabilidad política en Persia para afirmar su independencia y expulsaron a las guarniciones persas de sus posiciones en Georgia, liberando Tiflis. Cooperando entre ellos, consiguieron impedir otra revuelta de los partidarios de los Mujrani fomentada por Ebrahim Kan, hermano de Adil Shah en 1748. Concluyeron una alianza antipersa con los kanes de Azerbaiyán, particularmente vulnerables a las agresiones de los señores de la guerra persas, consiguiendo el reconocimiento de su supremacía en Transcaucasia oriental. En junio de 1751, Heraclio derrotó a un gran ejército bajo el mando de un pretendiente al trono persa, Azad Khan Afghan, en la batalla de Kirbulaj. En 1752, los reyes georgianos enviaron una misión diplomática al Imperio ruso solicitando 3.000 soldados rusos o un subsidio para permitirles contratar a mercenarios circasianos con la intención de invadir Persia e instalar un gobierno prorruso. La embajada no logró ningún resultado, pues la corte rusa estaba ocupada en los asuntos europeos.
Entre 1752 y 1760, padre e hijo se enfrentaron a incursiones repetidas lezguinas desde Daguestán, que habían sido derrotados por Hadji Khan Celebi, kan de Shaki, en Şəmkir, cerca de Ganja en 1752.

## Rey de Georgia (Kartli y Kajetia)

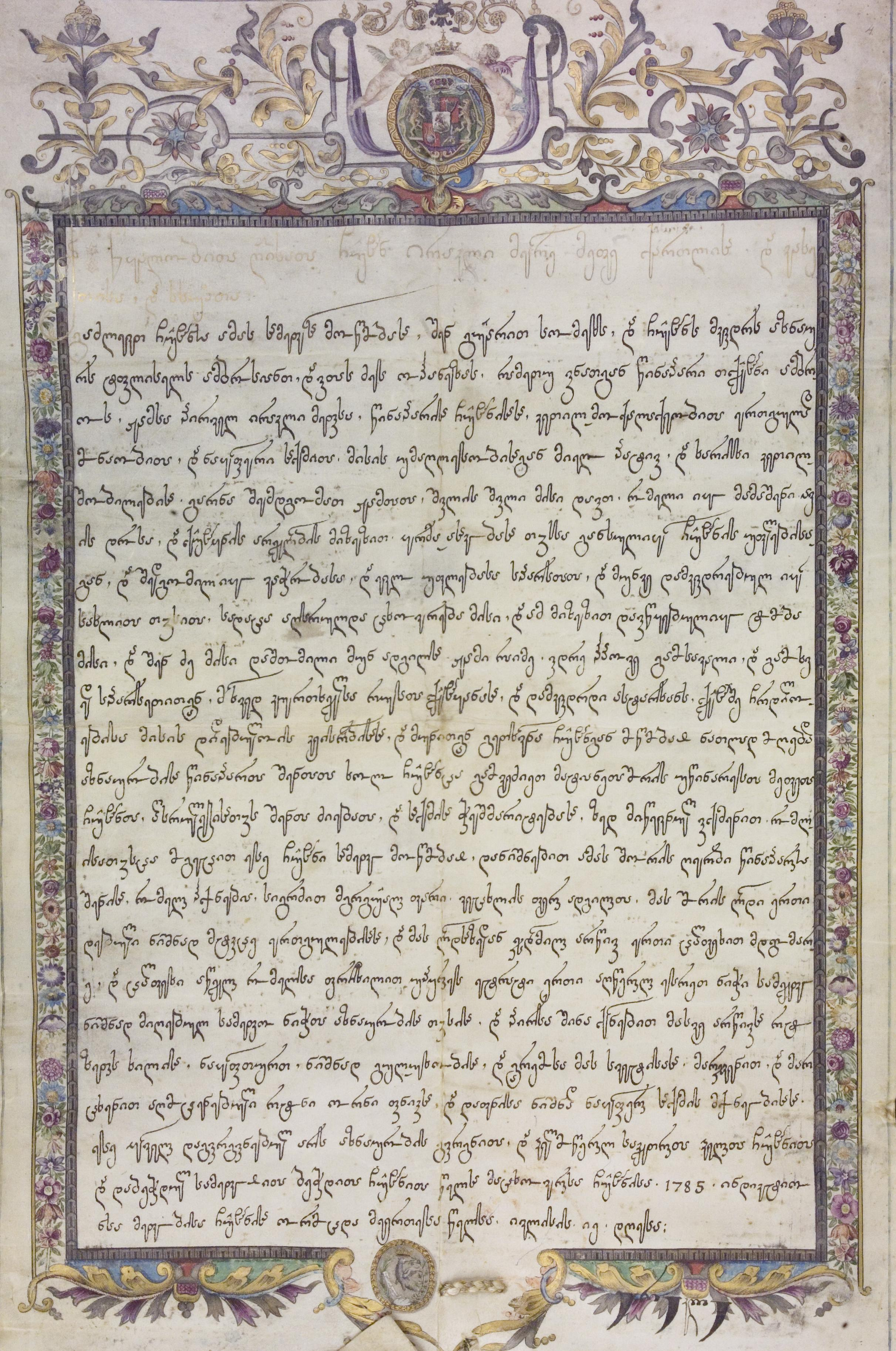
Carta real de Heraclio II.

En 1762, Teimuraz murió en el transcurso de una misión diplomática a San Petersburgo, por lo que Heraclio le sucedió en el trono de Kartli, siendo coronado ese mismo año en Misjeta. Se reunían por primera vez en tres siglos, de facto, los dos reinos de Georgia oriental. El shah Muhammad Karim Khan, agradecido por la ayuda prestada por Heraclio contra Azad Khan Afghan, le reconoció como gobernante legítimo de los dos reinos y soberano directo de los kanatos de Ereván y Ganja.
Aunque mantuvo cierta pompa al estilo persa en su corte, lanzó un ambicioso programa de "europeización", en el que fue apoyado por las élites intelectuales georgianas, pero no fue totalmente exitoso al permanecer Georgia aislada físicamente de Europa y tener que gastar todos sus recursos disponibles en defender su precaria independencia. Intentó ganarse el apoyo de las potencias europeas y atraer a científicos y técnicos occidentales para dar a su país el beneficio de los últimos avances técnicos industriales y militares. Su estilo de gobierno se asemejó al de los déspotas ilustrados de Centroeuropa. Ejercía la autoridad ejecutiva, legislativa y judicial y supervisaba de cerca las actividades de los diversos departamentos del gobierno. El principal objetivo de Heraclio en sus políticas internas era centralizar el gobierno reduciendo los poderes de la aristocracia. Para este propósito, intentó crear una élite gobernante compuesta por sus propios agentes para reemplazar a los señores aristócratas que buscaban su propio interés en los asuntos locales. Al mismo tiempo, animó a los vasallos-campesinos a garantizar los suministros a la fuerza militar para superar la resistencia de la aristocracia y proteger el país de los constantes ataques desde Daguestán (conocidos como Lekianoba en Georgia). Según el historiador británico David Marshall Lang, "su vigilancia en el cuidado de su gente no tuvo límites. En campaña, se sentaba durante la noche vigilando al enemigo, mientras que en paz, se pasaba la vida en transacciones comerciales del estado o en el ejercicio religioso, dedicando pocas horas a dormir".
En cuanto a su política exterior, Heraclio estaba principalmente concentrado en buscar un protector confiable que garantizara la supervivencia de Georgia. Escogió a Rusia no solo porque compartían la fe cristiana ortodoxa, sino porque también le serviría como enlace con Europa, que consideraba el modelo de desarrollo para Georgia como una nación moderna. Sin embargo, la cooperación inicial con Rusia se mostraría frustrante. A raíz de la guerra ruso-turca de 1768-1774, Catalina II de Rusia le incitó a abrir un nuevo frente para combatir a los otomanos en 1770, y así recuperar las tierras georgianas en manos otomanas. Pero una vez comenzó el conflicto en el Cáucaso entre los otomanos y los georgianos, el general ruso Tottleben se retiró a Kartli-Kajetia, dejando a Heraclio II enfrentarse solo a sus enemigos, a los que venció en la batalla de Aspindza el 20 de abril de ese año. Aun así, Heraclio continuó buscando una alianza más firme con Rusia, motivado por los intentos de Karim Khan de devolver a Georgia a la esfera de influencia persa. La muerte de Karim Khan en 1779 alivió temporalmente de estos peligros a Heraclio, pues Persia volvió a quedar en una situación de caos.
En 1777, abolió definitivamente el ducado de Ksani, que otorgó en apanage a su hijo, el futuro Jorge XII.

## Alianza con Rusia y últimos años

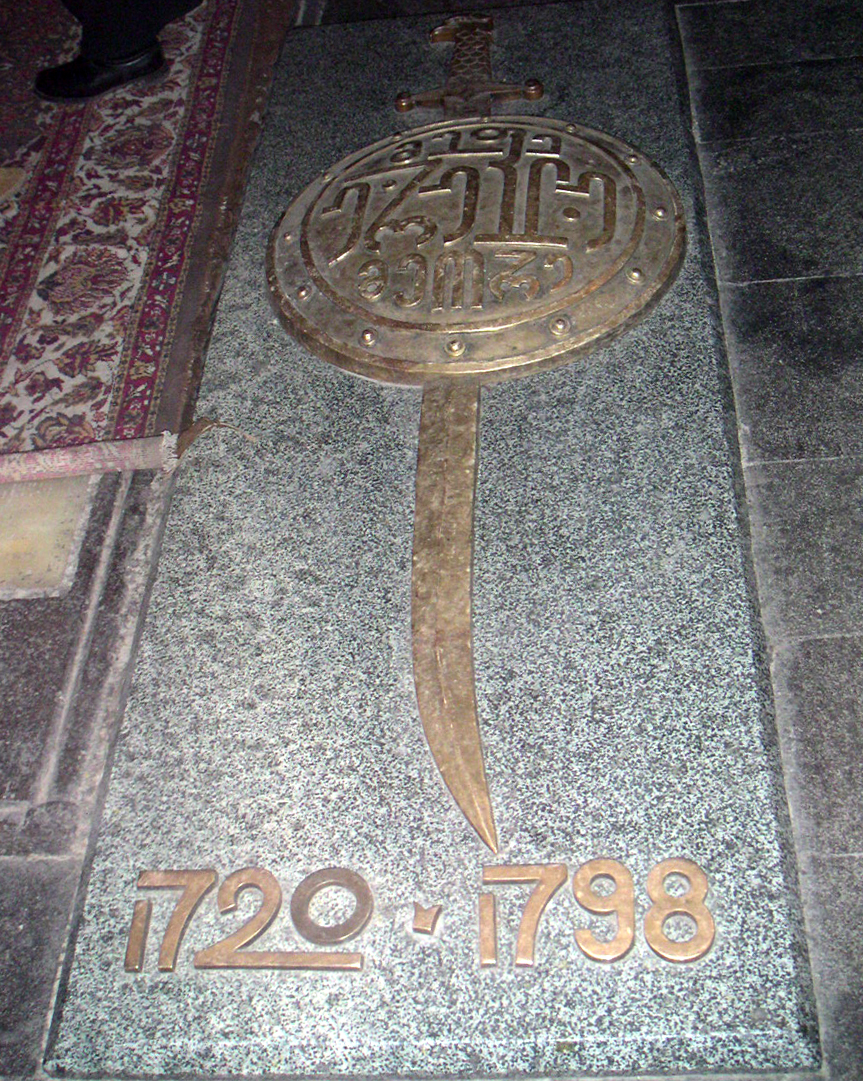
Tumba de Heraclio en la catedral de Svetitsjoveli.

En 1783, la expansión rusa al sur, con la anexión formal del territorio del kanato de Crimea, hizo que el Cáucaso entrara en el área de interés de Catalina la Grande. El 24 de julio de ese año, Heraclio consiguió la protección ante otomanos y persas que deseaba de Rusia, firmando el Tratado de Gueórguiyevsk, por el cual se desligaba de todo lazo con los persas y ponía su política exterior bajo supervisión rusa. Sin embargo, al estallar la guerra ruso-turca de 1787-1792, la guarnición rusa establecida en Tiflis fue retirada, de modo que Heraclio quedó a su merced para enfrentarse a los nuevos peligros provenientes de Persia. En junio de 1790, concluyó con sus vecinos occidentales (Reino de Imericia, Principado de Mingrelia y Principado de Guria) el "Tratado de los Íberos".
Aga Muhammad Khan, de la dinastía Kayar, había conseguido someter bajo su control firme la mayor parte de la meseta iraní en 1794, poniendo fin a la dinastía Zand. Su principal objetivo era recuperar el Imperio persa, con Georgia de nuevo en su poder. En 1795, tras una rápida conquista del Cáucaso meridional, reclamó a Heraclio que reconociera la soberanía persa, prometiéndole a cambio confirmarle como valí de la provincia. Heraclio rechazó la oferta y en septiembre de 1795, el ejército persa movilizó 35.000 soldados para conquistar Georgia. Tras la valiente defensa de Tiflis en la batalla de Krtsanisi, en la que participó Heraclio en persona al mando de la vanguardia del ejército combinado de Kartli-Kajetia y Imericia, que sumaba unos 5.000 soldados, tropa limitada tras verse abandonado por la mayoría de sus vasallos musulmanes. Esta pequeña tropa fue casi aniquilada y la capital georgiana completamente saqueada. Heraclio no quiso abandonar el combate, y mientras contemplaba el saqueo de la ciudad, fue convencido para ir por su escolta personal y algunos miembros de su familia. La invasión persa supuso un duro golpe para Georgia del que no pudo recuperarse. A pesar de haber sido abandonado en el momento crítico, su única opción era confiar en la ayuda rusa, luchando junto a la expedición enviada contra los territorios persas por Catalina la Grande en 1796. Pero la muerte de la zarina ese año motivó un cambio en la estrategia rusa en el Cáucaso. Pablo I retiró a todas las tropas rusas de la región. Aga Muhammad Khan mandó una segunda campaña punitiva para castigar que Heraclio no hubiera roto los lazos con los rusos, pero el asesinato del shah en 1797 en Shusha salvó a Georgia de una mayor devastación.
Heraclio moriría en Tiflis el 11 de enero de 1798, convencido de que solo la protección rusa podría garantizar la existencia continuada de su reino. Fue sucedido por su débil y enfermizo hijo, Jorge XII, que tuvo que enfrentarse a las disputas con sus hermanastros nacidos del tercer matrimonio de Heraclio con Dareján Dadiani de Mingrelia. Tras la muerte de Jorge XII, dejando como regente a David Bagrationi, Pablo I anexionó Kartli-Kajetia al Imperio ruso, acabando así con la independencia de Georgia y el reinado milenario de la dinastía Bagrationi.

## Familia

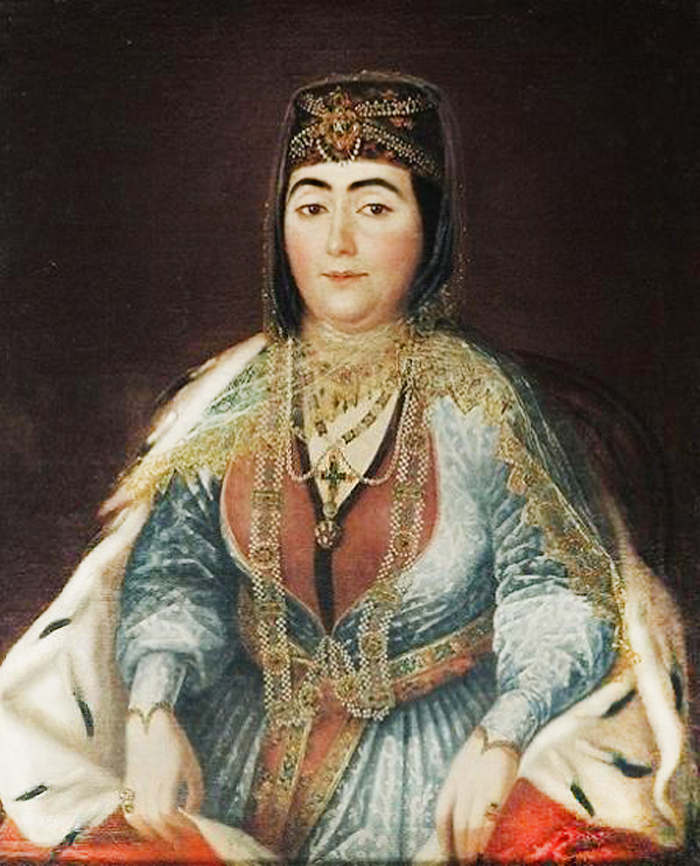
Darejan Dadiani, tercera esposa de Heraclio.

Heraclio se casó tres veces y de esas uniones tuvo no menos de quince hijos y once hijas.
- El primer matrimonio de Heraclio fue con Keteván Orbeliani (1738) o con Keteván Mjeidze (1740).[12][13] De acuerdo a una versión establecida recientemente, la Princesa Orbeliani fue repudiada por Heraclio antes de que el matrimonio tuviera lugar realmente. En su lugar se casó con la Princesa Mjeidze, que murió en 1744. En su primer matrimonio, Heraclio tuvo dos hijos:
  - Vajtang (n. 1742 – m. Tiflis, 1 de febrero de 1756), Ducado de Aragvi (1747); se casó con la princesa Keteván Mujrani.
  - Rusadan (n. antes de 1744; murió joven).
- En 1745, Heraclio se casó de nuevo, esta vez con la Princesa Ana Abashidze (n. 1730 – m. Tiflis, 7 de diciembre de 1749). Tuvieron dos hijos:
  - Jorge (n. 10 de octubre de 1746 - m. Tiflis, 28 de diciembre de 1800), el último Rey de Georgia.
  - Tamar (n. 11 de julio de 1749 - m. Tiflis, 4 de agosto de 1786), casada en 1762 con el Príncipe David Orbeliani.
- En 1750, Heraclio se casó por tercera vez, con Dareján (Daria) Dadiani (20 de julio de 1734 - 8 de noviembre de 1808). Tuvieron 19 hijos:
  - Salomón (murió en 1765)
  - Elena (1753 – 17 de junio de 1786). Se casó primeramente con Archil de Imericia, y luego con Zakaria Andronikashvili. Fue madre de David, conocido como Salomón II de Imericia.
  - Mariam (1755–1828), se casó en 1777 con Davit Tsitsishvili, príncipe de Zemo-Satsitsiano.
  - Sofíaa (n. 1756; murió joven)
  - Leván (2 de febrero de 1756 - 5 de febrero de 1781).
  - Iulon (4 de junio de 1760 – 23 de octubre de 1816).
  - Vajtang-Almasjan (22 de junio de 1761 - 28 de octubre de 1814).
  - Salomé (c. 1761; murió joven).
  - Teimuraz (8 de enero de 1762/1763 - 21 de diciembre de 1827).
  - Anastasia (3 de noviembre de 1763 - 17 de mayo de 1838), se casó con Rezav, duque de Ksani.
  - Keteván (1764 - 5 de julio de 1840), contrajo matrimonio con Ioane, príncipe de Mujrani.
  - Mirian (19 de agosto de 1767 - 15 de octubre de 1834).
  - Soslan-David (m. c. 1767).
  - Aleksandre (1770-1844), encabezó varias rebeliones contra el gobierno ruso en Georgia entre 1800 y 1832.
  - Archil (m. 1771).
  - Luarsab (m. 1772).
  - Yekaterina (1774–1818), se casó en 1793 con el príncipe Guiorgui Irubakidze-Cholokashvili.
  - Tekle (1776-11 de marzo de 1846) con el príncipe Vajtang Orbeliani.
  - Parnaoz (14 de febrero de 1777-30 de marzo de 1852).